# Claro dos Poções
Claro dos Poções est une municipalité brésilienne de l'État du Minas Gerais et la microrégion de Montes Claros.